# Rainy Lake (Moira Rivers avrinningsområde)
Rainy Lake är en sjö i Kanada.   Den ligger i countyt Lennox and Addington County och provinsen Ontario, i den sydöstra delen av landet, 140 km väster om huvudstaden Ottawa. Rainy Lake ligger 325 meter över havet. Arean är 0,43 kvadratkilometer. Den sträcker sig 0,8 kilometer i nord-sydlig riktning, och 1,4 kilometer i öst-västlig riktning.
I omgivningarna runt Rainy Lake växer i huvudsak blandskog. Runt Rainy Lake är det mycket glesbefolkat, med 2 invånare per kvadratkilometer.